# 사이드맨 (유튜브 그룹)
사이드 맨은 KSI, Miniminter, Zerkaa, TBJZL, Behzinga, Vikkstar123 및 W2S로 구성된 영국 YouTube 그룹이다. 이 그룹은 2021년 4월 현재 약 2천만 명의 구독자를 보유한 YouTube 채널로 알려져 있다.

## 멤버[1]

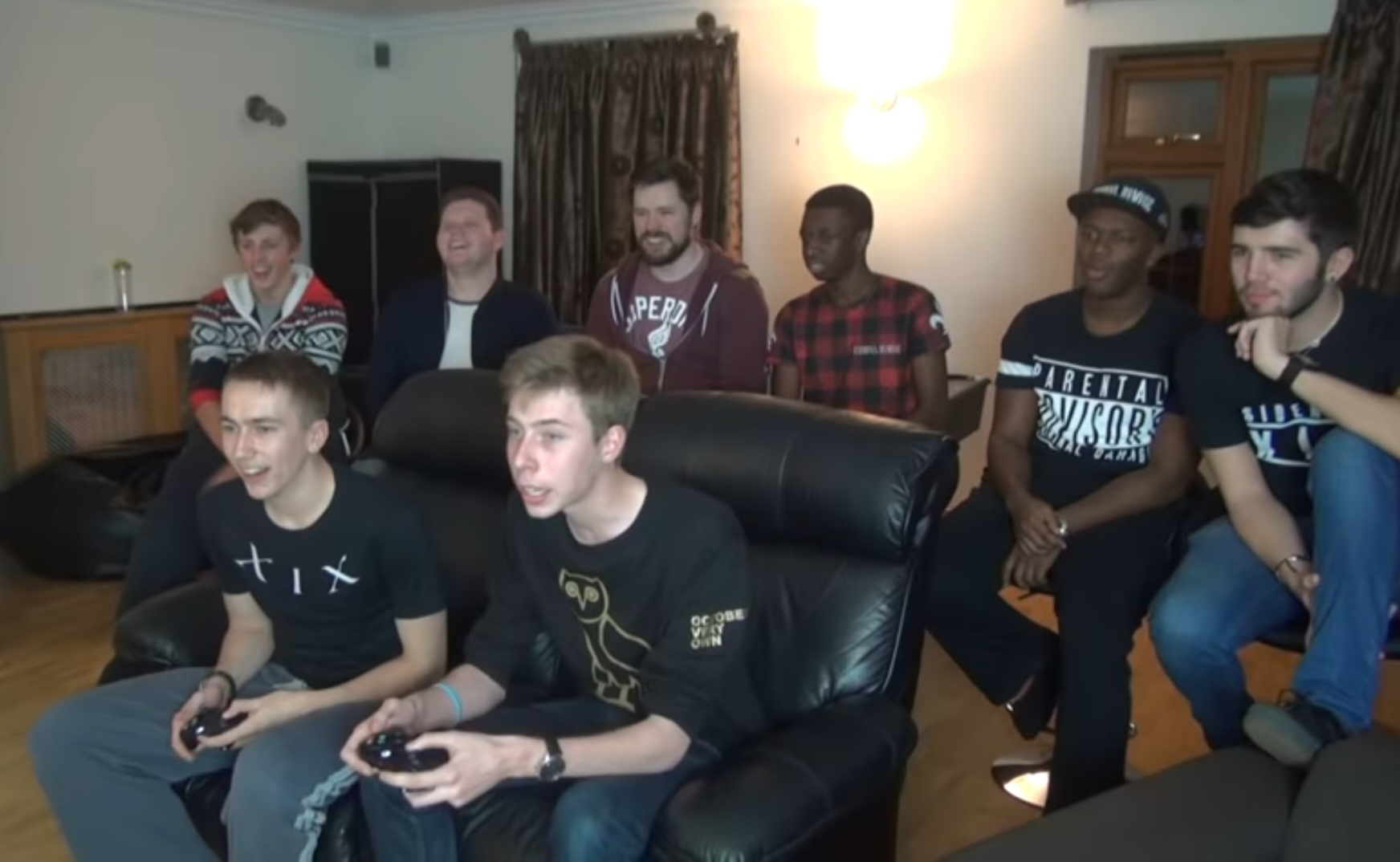
2014년 FIFA 게임을 하고 있는 사이드 맨

- 올라지데 윌리엄스 올라툰지 – 온라인으로 알려진 KSI (2013–present)
- 사이먼 에드워드 민터 – Miniminter로 알려진 온라인 (2013–present)
- 조슈아 브래들리 – 온라인에서 Zerkaa로 알려져 있음 (2013–present)
- 토빗 존 브라운 – 온라인에서 Tobjizzle 또는 간단히 TBJZL로 알려짐 (2013–present)
- 이선 리 페인 – 온라인으로 알려진 Behzinga (2013–present)
- 비크람 싱 반 – 온라인에서 Vikkstar123으로 알려짐 (2013–present)
- 해리 크리스토퍼 조지 루이스 – 온라인에서 Wroetoshaw 또는 간단히 W2S로 알려짐 (2014–present)

## 역사
멤버들중 일부는 그룹이 형성되기 전에 서로를 알고 있었다. 브래들리와 브라운은 모두 런던의 벡스 레이 문법 학교에 다녔고 KSI와 Minter는 하트퍼드셔주의 버크햄식이 학교에 다녔다.
이 그룹은 2013년 10월 19일 그랜드 테프트 오토 온라인에서 "The Ultimate 사이드 맨"이라는 이름의 록스타 게임스 소셜 클럽 그룹에서 시작되었으며 루이스를 제외한 모든 회원이 포함되었다. 2014년 1월 브래들리는 뉴욕시에서 열린 FIFA 게임 이벤트에서 루이스를 만났고 그를 그룹에 초대했다. Minter는 그룹 이름을 설명하면서 비디오에서 "사이드 맨은 기본적으로 ...나는 기본적으로 그를 따라 다니는 JJ의 년이었다. "
2014년 2월 세종 학당, 민터, 브래들리, 반은 런던 근처에 있는 집으로 이사를 했고 이를 "사이드 맨 House",라고 부르며 더 자주 협업 할 수 있었다.
2020년 12월 1일, 그룹의 시조 YouTube 채널은 구독자 1,000만 명을 돌파했다. 그룹의 각 구성원은 이정표를 표시하기 위해 YouTube에서 다이아몬드 버튼을 받았다.

### YouTube 콘텐츠
이 그룹에는 4 개의 YouTube 채널 인 사이드 맨, More사이드 맨, 사이드 맨Reacts 및 사이드 맨Shorts가 있으며,이를 통해 챌린지, 스케치 및 비디오 게임 해설을 포함한 다양한 비디오를 게시한다. 2018년부터이 그룹은 사이드 맨 채널에서 사이드 맨 Sundays라는 주간 비디오 시리즈를 출시했다.
2021년 2월 기준, 사이드 맨은 구독자 440 만 명, 조회수 12억 명, 사이드 맨 리 액트 구독자 수는 200만 명 이상이다.
2018년 6월 18일, 그룹 은 유튜브 프리미엄에서만 제공되는 '사이드 맨 쇼' 인터넷 텔레비전 시리즈를 출시했다. 여러 유명 인사와 함께 전 세계에서 촬영 된 7개의 30분 에피소드로 구성되어 있다.
2020년 3월 사이드 맨은 "#StayHome"이라는 제목으로 20 분 분량의 YouTube 동영상을 공개했다. 이 동영상에는 영국에서 COVID-19의 확산을 줄이기위한 영국의 "집에 머물기"캠페인에 대한 인식을 높이는 사이드 맨과 100 명 이상의 다른 YouTube 동영상 제작자 및 기타 유명인이 등장했습니다. 영상에서 발생하는 모든 광고 수익 은 NHS에 기부되었다.

### 기타 프로젝트
2014년부터이 그룹은 사이드 맨 의류 상품을 판매하고 배포했다.
2016년 10월 18일, 그룹 은 Coronet Books에서 출간한 '사이드 맨 : The Book'이라는 책을 발표하고 영국 전역의 프로모션 투어를 시작했다. 영국 최고의 베스트셀러 인이 책은 발매 후 3 일 만에 26,436 부가 팔렸다.

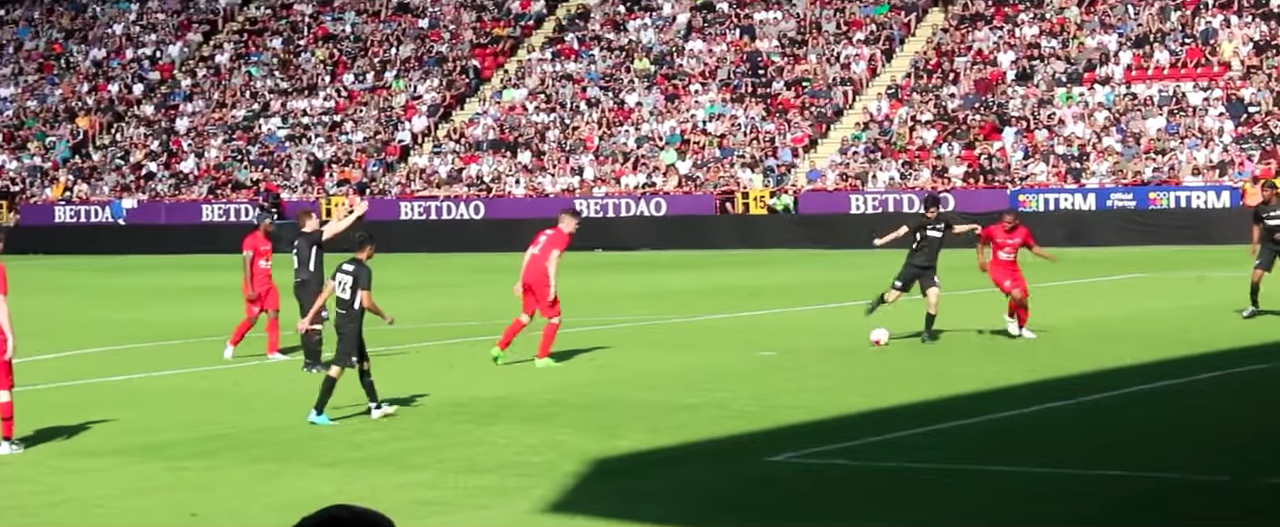
사이드 맨 자선 축구 경기 2018 더 밸리 (경기장)

이 그룹은 다양한 자선 활동을 위한 기금 마련을 위해 3 개의 축구 행사를 주최했다. 2016년 첫 경기는 Southampton의 세인트 메리스 스타디움에서 열렸으며 성도 재단을 위해 £ 110,000 이상을 모금했다. 두 번째와 세 번째 경기가 개최되었다. 밸리 스타디움을 위해 £ 210,000를 제기, 런던 NSPCC 와 찰턴 애슬레틱 지역 사회 신뢰,  와 젊은 마음을 위한 £ 65,747 신뢰와 찰턴 애슬레틱 지역 사회 신뢰, 각각.
2018년에는 Viker Limited가 제작한 '모바일 스포츠 게임 BoxTuber' 출시를 도왔다.

## 음반
| 표제                   | 년     | 최고 차트 위치 | 최고 차트 위치                              | 최고 차트 위치                         | 최고 차트 위치                               | 최고 차트 위치 |
| 표제                   | 년     | 영국 </br>     | 영국<br id="mwwg"><br></br> R &amp; B </br> | 영국<br id="mwyA"><br></br> Ind. </br> | 뉴질랜드<br id="mwzg"><br></br> 뜨거운 </br> | SCO </br>      |
| ---------------------- | ------ | -------------- | ------------------------------------------- | -------------------------------------- | -------------------------------------------- | -------------- |
| "선물" (featuring S-X) | 2019년 | 77             | 40                                          | 11                                     | 27                                           | 26             |

## 간행물
- 사이드 맨 (2016년 10월 18일). 《사이드 맨: 그 책》. 코로 넷 북. ISBN 978-1473648166.

## 수상 및 지명
| 년     | 장학금      | 범주                             | 후보자                                                                                         | 결과   | Ref. |
| ------ | ----------- | -------------------------------- | ---------------------------------------------------------------------------------------------- | ------ | ---- |
| 2017년 | 영국 도서상 | 논픽션 : 올해의 라이프 스타일 북 | style="text-align:center;background: #ffcccc;vertical-align: middle;" class="table-no2"\| 후보 | [ 32 ] |      |
| 2019년 | 쇼티 어워드 | 최고의 YouTube 앙상블            | style="text-align:center;background: #ffcccc;vertical-align: middle;" class="table-no2"\| 후보 | [ 33 ] |      |